# João Vasconcelos Esteves
João de Barros e Vasconcelos Esteves (Lisboa, 22 de março de 1924 – 2014) foi um arquitecto português.

## Biografia
Diplomado em arquitectura pela Escola de Belas Artes de Lisboa (ESBAL) no ano de 1952, iniciou a sua carreira profícua em obras públicas. 

## Obras
- Projectos para o Hospital Distrital de Portalegre[1] e para os hospitais de Torre de Moncorvo, Sernancelhe e Penela da Beira.[2]
- Projecto de remodelação e ampliação do Hospital de São Marcos (Braga).[2]
- Projecto de remodelação do Hospital de Santa Marta (Lisboa).[2]
- Hotel Dom Carlos na Avenida Duque de Loulé n.º 121 (1961–1968; Lisboa).[2]
- Edifício na Avenida da República n.º 18 (Lisboa).[2]
- Edifício na Avenida da República n.º 85, esquina com a Rua Júlio Dinis (Lisboa).[2]

## Legado
- O acervo pessoal do arquitecto está à guarda do Sistema de Informação para o Património Arquitectónico (SIPA) no Forte de Sacavém.